# Katalin Varga
Katalin Varga (1º luglio 1980) è una schermitrice ungherese.

## Biografia
Ai campionati europei di scherma ha conquistato una medaglia d'argento a Mosca nel 2002 ed una medaglia di bronzo a Bolzano nel 1999, nella gara di fioretto a squadre

## Palmarès
In carriera ha conseguito i seguenti risultati:
- Europei di scherma

Bolzano 1999: bronzo nel fioretto a squadre.
Mosca 2002: argento nel fioretto a squadre.